# Pedro, Duque de Valentinois
Pedro de Polignac (em francês: Pierre Marie Xavier Raphaël Antoine Melchior de Polignac; Morbihan, 24 de outubro de 1895 – Paris, 10 de novembro de 1964) foi um nobre francês da família de Polignac mais conhecido por ter sido o pai do príncipe Rainier III de Mônaco e, por isso, avô paterno do príncipe Alberto II de Mônaco.

## Família
Nascido conde Pedro Maria Xavier Rafael Antônio Melquior de Polignac, ele era o filho do conde Maxence de Polignac (1857–1936) e de sua esposa mexicana aristocrata, Susana de la Torre y Mier (1858–1913).
Pierre era um descedente directo da famosa duquesa de Polignac, amiga íntima e dama da rainha Maria Antonieta de França.

## Casamento e descendência
Em 18 de março de 1920, casou-se civilmente em Mônaco com a Princesa Carlota de Mônaco (nascida Charlotte Louise Juliette Louvet), a filha ilegítima mas posteriormente adotada de Luís II, Príncipe de Mônaco e de Marie Juliette Louvet. Como um membro feminino da Casa de Grimaldi só poderia herdar o trono caso seu marido fosse um Grimaldi, Pedro de Polignac tornou-se Príncipe Pedro de Grimaldi, Conde de Polignac em 18 de março de 1920, um dia antes de seu casamento religioso. Ele também adquiriu, via casamento, o título Duque de Valentinois.
O Príncipe Pedro e a Princesa Charlotte se separaram judicialmente em 20 de março de 1930 em Paris. Em 18 de fevereiro de 1933, por ordem de Luís II, eles se divorciaram.
Ele e sua esposa tiveram dois filhos:
- Antonieta, Baronesa de Massy (1920-2011)
- Rainier III, Príncipe de Mônaco (1923–2005)

Após o divórcio, continuou como príncipe de Mônaco, sendo conhecido como "Sua Alteza Sereníssima o príncipe Pedro de Mônaco".
O príncipe faleceu no ano de 1964, em Neuilly-sur-Seine na França. Encontra-se sepultado na Chapelle de la Paix, Monte Carlo em Mônaco.